# Siwani
Siwani là một thành phố và là nơi đặt ủy ban đô thị (municipal committee) của quận Bhiwani thuộc bang Haryana, Ấn Độ.

## Nhân khẩu
Theo điều tra dân số năm 2001 của Ấn Độ, Siwani có dân số 15.849 người. Phái nam chiếm 53% tổng số dân và phái nữ chiếm 47%. Siwani có tỷ lệ 57% biết đọc biết viết, thấp hơn tỷ lệ trung bình toàn quốc là 59,5%: tỷ lệ cho phái nam là 66%, và tỷ lệ cho phái nữ là 46%. Tại Siwani, 17% dân số nhỏ hơn 6 tuổi.